# Linia kolejowa nr 897
Linia kolejowa nr 897 – obecnie nieczynna, jednotorowa, częściowo zelektryfikowana linia kolejowa znaczenia miejscowego, łącząca posterunek odgałęźny Panewnik ze stacją techniczną KWK Śląsk. 
Linia umożliwiała eksploatację Kopalni Węgla Kamiennego Śląsk („Wujek” Ruch Śląski) przez pociągi towarowe jadące z kierunku Katowic Muchowca oraz Sosnowca Dańdówki.